# Gerben-Jan Gerbrandy

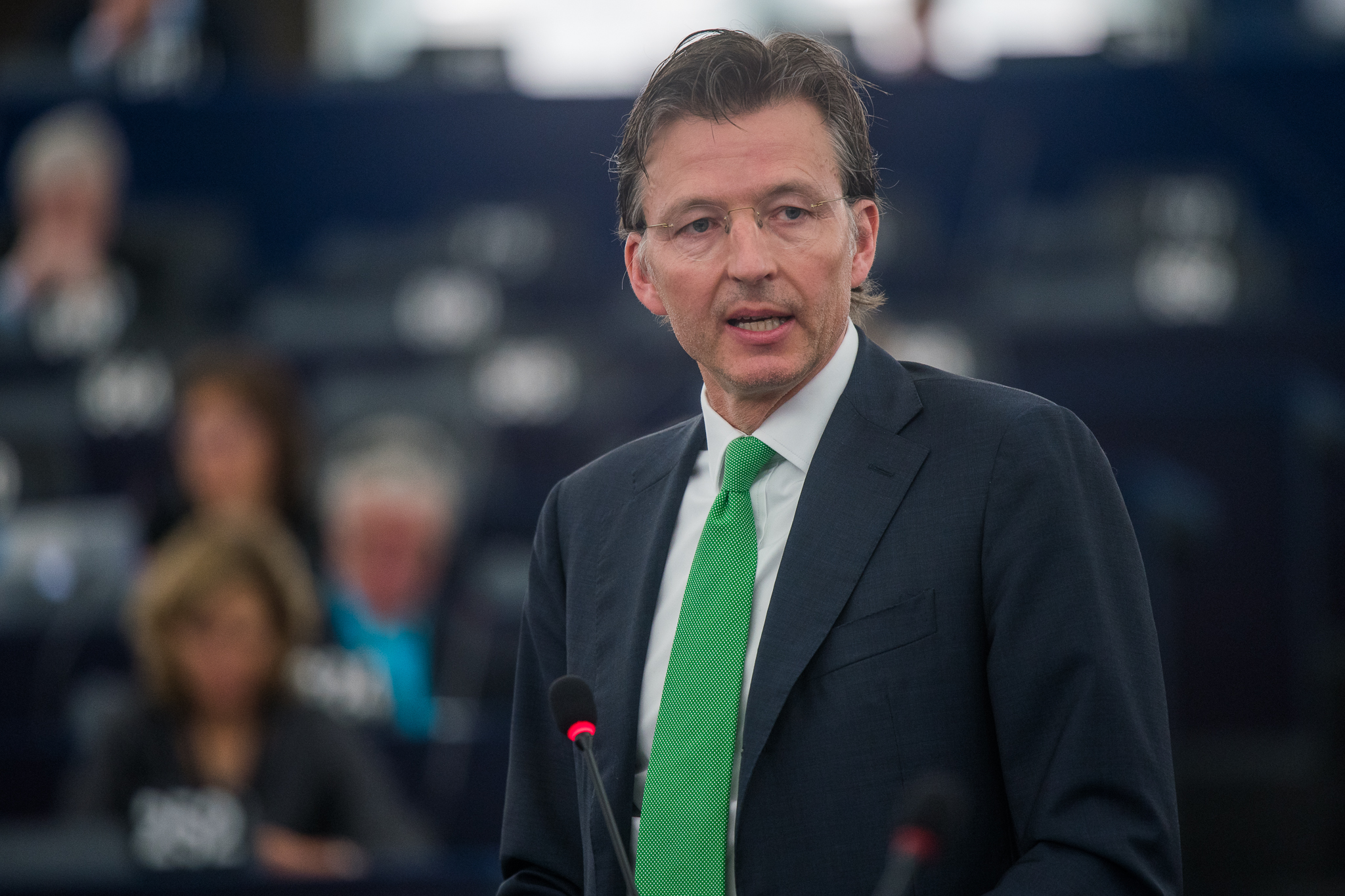
Gerbrandy im Europäischen Parlament (2019)

Gerben-Jan Gerbrandy (* 28. Juni 1967 in Den Haag) ist ein niederländischer Politiker der Partei Democraten 66.

## Leben
Nach seiner Schulzeit studierte Gerbrandy an der Universität Leiden Verwaltungswissenschaft. Nach seinem Studium war er für ein Jahr in den Vereinigten Staaten und danach war er als Mitarbeiter für den Politiker Joris Voorhoeve tätig. Von 1994 bis 1998 war Gerbrandy für den Politiker Doeke Eisma als Mitarbeiter tätig. Gerbrandy ist Mitglied der linksliberalen Partei Democraten 66 (D66). Von 2009 bis 2019 war er Abgeordneter der Democraten 66 im Europaparlament und Mitglied der Allianz der Liberalen und Demokraten für Europa. Im Juli 2024 als Spitzenkandidat von D66 wieder ins Europaparlament ein und ist Mitglied der Fraktion Renew Europe.

## EU-Abgeordneter
Als Abgeordneter des EU-Parlaments ist Gerbrandy Stellvertretender Vorsitzender im Ausschuss für Umweltfragen, öffentliche Gesundheit und Lebensmittelsicherheit und in der Delegation in der Parlamentarischen Versammlung EURO-NEST.
Als Mitglied ist er außerdem im Haushaltskontrollausschuss und in der Delegation im Ausschuss für parlamentarische Kooperation EU-Moldau.
Ebenso ist er Stellvertreter im Haushaltsausschuss, in der Delegation für die Beziehungen zu den Maghreb-Ländern und der Union des Arabischen Maghreb und der Delegation in der Parlamentarischen Versammlung der Union für den Mittelmeerraum.